# Tierney Hill
Tierney Hill är en kulle i Antarktis. Den ligger i Östantarktis. Australien gör anspråk på området. Toppen på Tierney Hill är 82 meter över havet. Tierney Hill ligger vid sjöarna  Camp Lake och Larelar Lake.
Terrängen runt Tierney Hill är platt. Havet är nära Tierney Hill åt nordväst. Trakten är glest befolkad. Närmaste befolkade plats är Davis Station, 6,3 kilometer sydväst om Tierney Hill. 